# Малтердинген
Малтердинген (њем. Malterdingen) општина је у њемачкој савезној држави Баден-Виртемберг. Једно је од 24 општинска средишта округа Емендинген. Према процјени из 2010. у општини је живјело 3.005 становника. Посједује регионалну шифру (AGS) 8316024.

## Географски и демографски подаци
Малтердинген се налази у савезној држави Баден-Виртемберг у округу Емендинген. Општина се налази на надморској висини од 192 метра. Површина општине износи 11,1 km². У самом мјесту је, према процјени из 2010. године, живјело 3.005 становника. Просјечна густина становништва износи 270 становника/km².

## Међународна сарадња
| Мјесто | Држава    | Врста сарадње | Од    |
| ------ | --------- | ------------- | ----- |
|        | Француска | партнерство   | 1994. |
| Извор  |           |               |       |